# Cretorabaeus elongatus
Cretorabaeus elongatus là một loài bọ cánh cứng trong họ Bọ hung (Scarabaeidae).